# 月岡駅 (富山県)
月岡駅（つきおかえき）は、富山県富山市月岡町にある、富山地方鉄道上滝線の駅である。駅番号はT67。

## 歴史
- 1921年（大正10年）4月25日：富山県営鉄道の駅として開業。
- 1943年（昭和18年）1月1日：富山地方鉄道の駅となる。
- 1968年（昭和43年）5月11日：貨物営業を廃止[1]。
- 1977年（昭和52年）12月25日：無人化[1]。

## 駅構造
島式ホーム1面2線の駅である。常駐の駅員はおらず、無人駅となっている。かつてはこの駅で折り返す列車が設定されていた時期もあった。この月岡駅では電車の離合は右側通行になっている。木造駅舎を有する。

### のりば
| のりば         | 路線            | 行先                         |
| -------------- | --------------- | ---------------------------- |
| 上り（駅舎側） | ■不二越・上滝線 | 南富山・不二越・電鉄富山方面 |
| 下り（反対側） | ■不二越・上滝線 | 上滝・岩峅寺方面             |

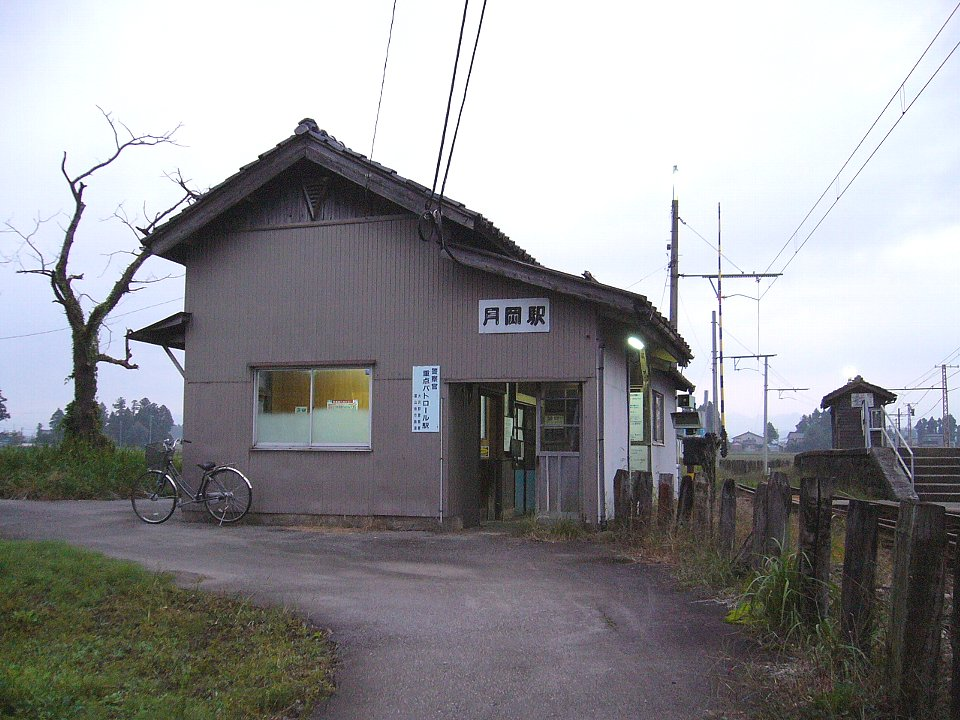
改修前の駅舎（2006年10月）

## 利用状況
「富山市統計書」によると、2019年度の1日平均乗車人員は63人である。
近年の1日平均乗車人員は以下の通りである。
| 年度   | 1日平均 乗車人員 |
| ------ | ---------------- |
| 2001年 | 55               |
| 2002年 | 58               |
| 2003年 | 60               |
| 2004年 | 55               |
| 2005年 | 58               |
| 2006年 | 56               |
| 2007年 | 55               |
| 2008年 | 55               |
| 2009年 | 59               |
| 2010年 | 61               |
| 2011年 | 61               |
| 2012年 | 63               |
| 2013年 | 61               |
| 2014年 | 63               |
| 2015年 | 65               |
| 2016年 | 64               |
| 2017年 | 62               |
| 2018年 | 70               |
| 2019年 | 63               |
| 2020年 | 51               |
| 2021年 | 56               |
| 2022年 | 62               |

月岡地区は人口が多いものの、駅が中心部から2 kmほど離れているのでアクセスが悪く、あまり利用客がいない。

## 駅周辺
立山連峰の眺めが良い。
- 富山市農業センター（富山市フラワーセンター）
- 富山市月岡地区センター
- 富山市立月岡小学校
- 富山市立月岡中学校
- 富山市斎場
- 富山霊園

## 隣の駅
富山地方鉄道
■上滝線
開発駅 (T66) - 月岡駅 (T67) - 大庄駅 (T68)

## その他
- 富山地方鉄道を舞台とした日本映画『RAILWAYS 愛を伝えられない大人たちへ』のクライマックスシーンで月岡駅が登場している。